# La spiaggia (Guttuso)
La spiaggia  è un dipinto ad olio su tela (301 x 452 cm) di Renato Guttuso, eseguito tra il 1955 e il 1956 e conservato presso la Galleria nazionale di Parma.

## Storia
Il quadro, la cui elaborazione avvenne nel corso del 1955, ha visto nascere un centinaio di studi preparatori (tra cui bozzetti ad olio, carte a carboncino o china). L'opera venne donata alla Galleria Nazionale di Parma dallo stesso artista, durante la mostra monografica a lui dedicata nel 1963.

## Descrizione
Il dipinto raffigura il lido di Ostia (Roma),  affollatissimo di persone, con corpi arrossati, abbronzati ed incollati alla sabbia. Le figure si intrecciano ed incastrano tra loro con posizioni e movimenti diversi, tra il profumo di aria salata e l'afrore dei corpi sudati e lucidati da creme solari. Il sole è feroce ed acceca le figure, le ferisce colorandole con tonalità ardenti, definendo i volumi di questo rituale collettivo con la forza della tecnica radiografica.
L'immagine creata da Guttuso trasmette considerazioni amare, per niente ingenue, sul cambiamento prodotto dalla società dei consumi italiana e sui miti del benessere collettivo e dell'omologazione. 

### Ritratto di Picasso
Un'ironica citazione appare nella figura centrale che rappresenta il grande pittore spagnolo Pablo Picasso, che l'artista aveva conosciuto personalmente a Parigi nel 1946. Picasso viene disegnato di profilo con un corpo abbronzato ed un costume hawaiano, che strofina su di sé un telo verde, con le movenze di un torero, come fosse appena giunto sulla spiaggia dopo un lungo bagno in mare.